# Giuseppe Granata
Giuseppe Granata (Porto Empedocle, 1º gennaio 1918 – Roma, 11 dicembre 1998) è stato un politico italiano.

## Biografia
Fu docente di italiano e latino nel liceo classico Ruggero Settimo di Caltanissetta.